# Dicranota (Rhaphidolabis) unilobata
Dicranota (Rhaphidolabis) unilobata is een tweevleugelige uit de familie Pediciidae. De soort komt voor in het Oriëntaals gebied.